# Neuvième circonscription du Val-d'Oise
La neuvième circonscription du Val-d'Oise est l'une des dix circonscriptions législatives françaises que compte le département du Val-d'Oise (95) situé en région Île-de-France.

## Description géographique et démographique

Carte de la neuvième circonscription du Val d'Oise de 1986 à 2012

La neuvième circonscription du Val-d'Oise est délimitée par le découpage électoral de la loi n°86-1197 du 24 novembre 1986
, elle regroupe les divisions administratives suivantes : cantons de Gonesse, Goussainville, Luzarches.
D'après le recensement général de la population en 1999, réalisé par l'Institut national de la statistique et des études économiques (INSEE), la population totale de cette circonscription est estimée à 105182 habitants,.

## Historique des députations
| Législature | Début de mandat | Fin de mandat  | Député              | Parti politique | Observations |
| ----------- | --------------- | -------------- | ------------------- | --------------- | --- |
| IXe         | 23 juin 1988    | 1er avril 1993 | Michel Coffineau    | PS              | |
| Xe          | 2 avril 1993    | 21 avril 1997  | Raymond Lamontagne, | RPR,            | Mandat écourté à la suite d'une dissolution parlementaire décidée par Jacques Chirac. |
| XIe         | 12 juin 1997    | 18 juin 2002   | Jean-Pierre Blazy,  | PS,             | |
| XIIe        | 19 juin 2002    | 19 juin 2007   | Jean-Pierre Blazy,  | PS,             | . |
| XIIIe       | 20 juin 2007    | 19 juin 2012   | Yanick Paternotte   | UMP             | Yanick Paternotte est élu malgré son "parachutage" dans cette circonscription. Il est en effet depuis 1992 maire de Sannois, une ville située dans la Sixième circonscription du Val-d'Oise. |
| XIVe        | 20 juin 2012    | 20 juin 2017   | Jean-Pierre Blazy,  | PS,             | . |
| XVe         | 21 juin 2017    | 21 juin 2022   | Zivka Park,         | LREM,           | |
| XVIe        | 22 juin 2022    | 9 juin 2024    | Arnaud Le Gall      | LFI             | Mandat écourté à la suite d'une dissolution parlementaire décidée par Emmanuel Macron. |
| XVIIe       | 8 juillet 2024  | En cours       | Arnaud Le Gall      | LFI             | |

## Historique des élections

### Élections de 1988
| Candidat       | Candidat                       | Parti          | Premier tour | Premier tour | Second tour | Second tour |  |
| Candidat       | Candidat                       | Parti          | Voix         | %            | Voix        | %           |  |
| -------------- | ------------------------------ | -------------- | ------------ | ------------ | ----------- | ----------- |  |
|                | Michel Coffineau sortant réélu | PS             | 11 607       | 35,15        | 19 993      | 57,3        |  |
|                | Jacques Durand                 | RPR (URC)      | 8 908        | 26,97        | 14 896      | 42,7        |  |
|                | Michel Toumazet                | PCF            | 6 159        | 18,65        |             |             |  |
|                | Gilbert Cottinet               | FN             | 5 455        | 16,52        |             |             |  |
|                | Christian Julia                | Divers droite  | 895          | 2,71         |             |             |  |
|                | Jean-Paul Canto                | Divers droite  | 0            | 0            |             |             |  |
|                | Henri Mura                     | app. UDF       | 0            | 0            |             |             |  |
|                |                                |                |              |              |             |             |  |
| Inscrits       | Inscrits                       | Inscrits       | 54 607       | 100,00       | 54 597      | 100,00      |  |
| Abstentions    | Abstentions                    | Abstentions    | 20 979       | 38,42        | 18 639      | 34,14       |  |
| Votants        | Votants                        | Votants        | 33 628       | 61,58        | 35 958      | 65,86       |  |
| Blancs et nuls | Blancs et nuls                 | Blancs et nuls | 604          | 1,8          | 1 069       | 2,97        |  |
| Exprimés       | Exprimés                       | Exprimés       | 33 024       | 98,2         | 34 889      | 97,03       |  |

Jean-Pierre Blazy, professeur, conseiller municipal de Gonesse, était le suppléant de Michel Coffineau.

### Élections de 1993
| Candidat       | Candidat                 | Parti                      | Premier tour | Premier tour | Second tour | Second tour |  |
| Candidat       | Candidat                 | Parti                      | Voix         | %            | Voix        | %           |  |
| -------------- | ------------------------ | -------------------------- | ------------ | ------------ | ----------- | ----------- |  |
|                | Marcel Porcher élu       | RPR (UPF)                  | 8 382        | 23,3         | 16 965      | 60,66       |  |
|                | Gilbert Cottinet         | FN                         | 6 390        | 17,76        | 11 004      | 39,34       |  |
|                | Michel Coffineau sortant | PS (ADFP)                  | 5 285        | 14,69        |             |             |  |
|                | Élizabeth Hermanville    | diss. RPR                  | 4 292        | 11,93        |             |             |  |
|                | Michel Toumazet          | PCF                        | 4 173        | 11,6         |             |             |  |
|                | Michel Cantal-Dupart     | GÉ (EÉ)                    | 2 993        | 8,32         |             |             |  |
|                | Robert Tessier           | Extrême droite             | 1 508        | 4,19         |             |             |  |
|                | Bernard Manovelli        | LT-LNÉ                     | 1 479        | 4,11         |             |             |  |
|                | Jérôme Carey             | LO                         | 588          | 1,63         |             |             |  |
|                | Jacques Girard           | RDRP                       | 343          | 0,95         |             |             |  |
|                | Michel Bousquet          | LCR                        | 206          | 0,57         |             |             |  |
|                | Bernard Manca            | Divers gauche (Maj. prés.) | 189          | 0,53         |             |             |  |
|                | Francis Beuchard         | AP                         | 146          | 0,41         |             |             |  |
|                | Bernard Gauer            | Extrême gauche             | 1            | 0            |             |             |  |
|                |                          |                            |              |              |             |             |  |
| Inscrits       | Inscrits                 | Inscrits                   | 54 981       | 100,00       | 54 976      | 100,00      |  |
| Abstentions    | Abstentions              | Abstentions                | 17 556       | 31,93        | 20 781      | 37,8        |  |
| Votants        | Votants                  | Votants                    | 37 425       | 68,07        | 34 195      | 62,2        |  |
| Blancs et nuls | Blancs et nuls           | Blancs et nuls             | 1 450        | 3,87         | 6 226       | 18,21       |  |
| Exprimés       | Exprimés                 | Exprimés                   | 35 975       | 96,13        | 27 969      | 81,79       |  |

Bernard Messéant, conseiller général, maire de Luzarches, était le suppléant de Marcel Porcher.

### Élections de 1997
| Candidat       | Candidat               | Parti               | Premier tour | Premier tour | Second tour | Second tour |  |
| Candidat       | Candidat               | Parti               | Voix         | %            | Voix        | %           |  |
| -------------- | ---------------------- | ------------------- | ------------ | ------------ | ----------- | ----------- |  |
|                | Marcel Porcher sortant | RPR                 | 9 064        | 25,13        | 14 598      | 37,51       |  |
|                | Jean-Pierre Blazy élu  | PS (Les Verts, PRS) | 8 912        | 24,71        | 17 869      | 45,92       |  |
|                | Yves De Coatgoureden   | FN                  | 8 029        | 22,26        | 6 449       | 16,57       |  |
|                | Michel Toumazet        | PCF                 | 5 443        | 15,09        |             |             |  |
|                | Jérôme Carey           | LO                  | 1 170        | 3,24         |             |             |  |
|                | André Korchia          | GÉ                  | 972          | 2,7          |             |             |  |
|                | Daniel Toussaint       | LDI (MPF)           | 831          | 2,3          |             |             |  |
|                | Albert Lapeyre         | LT-LNÉ              | 782          | 2,17         |             |             |  |
|                | Bertrand Sicard        | MÉI                 | 326          | 0,9          |             |             |  |
|                | Didier Mandarino       | Extrême droite      | 208          | 0,58         |             |             |  |
|                | Raphaël Jean Etienne   | MDR                 | 176          | 0,49         |             |             |  |
|                | Claude Jeannin         | Divers gauche       | 149          | 0,41         |             |             |  |
|                | Philippe Juret         | Divers              | 1            | 0            |             |             |  |
|                |                        |                     |              |              |             |             |  |
| Inscrits       | Inscrits               | Inscrits            | 56 136       | 100,00       | 56 130      | 100,00      |  |
| Abstentions    | Abstentions            | Abstentions         | 18 594       | 33,12        | 15 910      | 28,34       |  |
| Votants        | Votants                | Votants             | 37 542       | 66,88        | 40 220      | 71,66       |  |
| Blancs et nuls | Blancs et nuls         | Blancs et nuls      | 1 479        | 3,94         | 1 304       | 3,24        |  |
| Exprimés       | Exprimés               | Exprimés            | 36 063       | 96,06        | 38 916      | 96,76       |  |

La suppléante de Jean-Pierre Blazy était Cécile Madura, maire adjointe de Goussainville, assistante de direction.

### Élections de 2002
| Candidat       | Candidat                        | Parti             | Premier tour | Premier tour | Second tour | Second tour |  |
| Candidat       | Candidat                        | Parti             | Voix         | %            | Voix        | %           |  |
| -------------- | ------------------------------- | ----------------- | ------------ | ------------ | ----------- | ----------- |  |
|                | Jean-Pierre Blazy sortant réélu | PS (PCF)          | 11 823       | 34,42        | 16 939      | 54,57       |  |
|                | Elisabeth Hermanville           | UMP               | 10 426       | 30,35        | 14 100      | 45,43       |  |
|                | Marie-Odile Bontemps            | FN                | 5 935        | 17,28        |             |             |  |
|                | Bernard Messéant                | ÉD                | 1 104        | 3,21         |             |             |  |
|                | Anne Boudou                     | Les Verts         | 880          | 2,56         |             |             |  |
|                | Lionel Assous                   | Divers droite     | 658          | 1,92         |             |             |  |
|                | Catherine Jegou                 | LCR               | 560          | 1,63         |             |             |  |
|                | Pierre Recco                    | Pôle républicain  | 526          | 1,53         |             |             |  |
|                | Albert Lapeyre                  | LT-LNÉ            | 417          | 1,21         |             |             |  |
|                | Corinne Crouzet                 | Divers écologiste | 406          | 1,18         |             |             |  |
|                | Catherine Abiet                 | LO                | 387          | 1,13         |             |             |  |
|                | Francois Lusinchi               | MNR               | 336          | 0,98         |             |             |  |
|                | Claude Desouches                | CNIP              | 292          | 0,85         |             |             |  |
|                | Charles Marmet                  | Divers            | 230          | 0,67         |             |             |  |
|                | Corinne Boulanger               | CPNT              | 205          | 0,6          |             |             |  |
|                | Chantal Tammaro                 | GÉ                | 111          | 0,32         |             |             |  |
|                | Fabrice Gorzela                 | Divers            | 54           | 0,16         |             |             |  |
|                |                                 |                   |              |              |             |             |  |
| Inscrits       | Inscrits                        | Inscrits          | 58 062       | 100,00       | 58 060      | 100,00      |  |
| Abstentions    | Abstentions                     | Abstentions       | 22 944       | 39,52        | 25 435      | 43,81       |  |
| Votants        | Votants                         | Votants           | 35 118       | 60,48        | 32 625      | 56,19       |  |
| Blancs et nuls | Blancs et nuls                  | Blancs et nuls    | 768          | 2,19         | 1 586       | 4,86        |  |
| Exprimés       | Exprimés                        | Exprimés          | 34 350       | 97,81        | 31 039      | 95,14       |  |

La suppléante de Jean-Pierre Blazy était Cécile Madura.

### Élections de 2007
| Candidat       | Candidat                  | Parti          | Premier tour | Premier tour | Second tour | Second tour |  |
| Candidat       | Candidat                  | Parti          | Voix         | %            | Voix        | %           |  |
| -------------- | ------------------------- | -------------- | ------------ | ------------ | ----------- | ----------- |  |
|                | Yanick Paternotte élu     | UMP            | 13 710       | 39,55        | 17 051      | 50,43       |  |
|                | Jean-Pierre Blazy sortant | PS             | 10 010       | 28,88        | 16 761      | 49,57       |  |
|                | Guy Messager              | UDF–MoDem      | 4 191        | 12,09        |             |             |  |
|                | Theresa Brochard          | FN             | 1 850        | 5,34         |             |             |  |
|                | Thierry Chiabodo          | PCF            | 1 661        | 4,79         |             |             |  |
|                | Catherine Jegou           | LCR            | 911          | 2,63         |             |             |  |
|                | Michel Atalay             | Les Verts      | 663          | 1,91         |             |             |  |
|                | Alain Le Bescond          | LT-LNÉ         | 447          | 1,29         |             |             |  |
|                | François Lusinchi         | Extrême droite | 395          | 1,14         |             |             |  |
|                | Mohamed Ouerfelli         | Divers         | 321          | 0,93         |             |             |  |
|                | Catherine Abiet           | LO             | 299          | 0,86         |             |             |  |
|                | Jean-Pierre Cantais       | Divers         | 203          | 0,59         |             |             |  |
|                |                           |                |              |              |             |             |  |
| Inscrits       | Inscrits                  | Inscrits       | 65 352       | 100,00       | 65 355      | 100,00      |  |
| Abstentions    | Abstentions               | Abstentions    | 30 116       | 46,08        | 30 650      | 46,9        |  |
| Votants        | Votants                   | Votants        | 35 236       | 53,92        | 34 705      | 53,1        |  |
| Blancs et nuls | Blancs et nuls            | Blancs et nuls | 575          | 1,63         | 893         | 2,57        |  |
| Exprimés       | Exprimés                  | Exprimés       | 34 661       | 98,37        | 33 812      | 97,43       |  |

### Élections de 2012
| Candidat       | Candidat                  | Parti                      | Premier tour | Premier tour | Second tour | Second tour |
| Candidat       | Candidat                  | Parti                      | Voix         | %            | Voix        | %           |
| -------------- | ------------------------- | -------------------------- | ------------ | ------------ | ----------- | ----------- |
|                | Jean-Pierre Blazy élu     | PS                         | 13 468       | 40,31        | 18 257      | 55,96       |
|                | Yanick Paternotte sortant | UMP                        | 8 720        | 26,10        | 14 367      | 44,04       |
|                | Lydie Dubois              | FN                         | 6 163        | 18,44        |             |             |
|                | Pierre Barros             | FG                         | 2 309        | 6,91         |             |             |
|                | Mohammed Hakkou           | Divers gauche              | 714          | 2,14         |             |             |
|                | Sevinç Mert               | EÉLV                       | 543          | 1,63         |             |             |
|                | Isabelle Marocco-Hamelin  | PRV                        | 542          | 1,62         |             |             |
|                | Réjane Doré               | Extrême droite (PDF)       | 401          | 1,20         |             |             |
|                | Gisèle Takahira           | Divers écologiste (LT-LNÉ) | 242          | 0,72         |             |             |
|                | Danièle Hanryon           | Extrême gauche (LO)        | 176          | 0,53         |             |             |
|                | Christophe Vincent        | Divers écologiste (AÉI)    | 125          | 0,37         |             |             |
|                | Jonathan Magano           | Divers (Pirate)            | 12           | 0,04         |             |             |
|                |                           |                            |              |              |             |             |
| Inscrits       | Inscrits                  | Inscrits                   | 67 835       | 100,00       | 67 835      | 100,00      |
| Abstentions    | Abstentions               | Abstentions                | 33 928       | 50,02        | 34 220      | 50,45       |
| Votants        | Votants                   | Votants                    | 33 907       | 49,98        | 33 615      | 49,55       |
| Blancs et nuls | Blancs et nuls            | Blancs et nuls             | 492          | 1,45         | 991         | 2,95        |
| Exprimés       | Exprimés                  | Exprimés                   | 33 415       | 98,55        | 32 624      | 97,05       |

### Élections de 2017
|                                                                            |                                                                         |                           |                           |                          |                          |
|                                                                            |                                                                         | Premier tour 11 juin 2017 | Premier tour 11 juin 2017 | Second tour 18 juin 2017 | Second tour 18 juin 2017 |
|                                                                            |                                                                         |                           |                           |                          |                          |
|                                                                            |                                                                         | Nombre                    | % des inscrits            | Nombre                   | % des inscrits           |
| Inscrits                                                                   | Inscrits                                                                | 69 985                    | 100,00                    | 69 985                   | 100,00                   |
| Abstentions                                                                | Abstentions                                                             | 43 157                    | 61,67                     | 48 574                   | 69,41                    |
| Votants                                                                    | Votants                                                                 | 26 828                    | 38,33                     | 21 411                   | 30,59                    |
|                                                                            |                                                                         |                           | % des votants             |                          | % des votants            |
| Bulletins blancs                                                           | Bulletins blancs                                                        | 456                       | 1,70                      | 1 730                    | 8,08                     |
| Bulletins nuls                                                             | Bulletins nuls                                                          | 208                       | 0,78                      | 732                      | 3,42                     |
| Suffrages exprimés                                                         | Suffrages exprimés                                                      | 26 164                    | 97,52                     | 18 949                   | 88,50                    |
|                                                                            |                                                                         |                           |                           |                          |                          |
| Candidat Étiquette politique (partis et alliances)                         | Candidat Étiquette politique (partis et alliances)                      | Voix                      | % des exprimés            | Voix                     | % des exprimés           |
|                                                                            |                                                                         |                           |                           |                          |                          |
|                                                                            | Živka Park La République en marche                                      | 7 571                     | 28,94                     | 9 791                    | 51,67                    |
|                                                                            | Anthony Arciero Les Républicains (Union des démocrates et indépendants) | 4 138                     | 15,82                     | 9 158                    | 48,33                    |
|                                                                            | Mikael Sala Front national                                              | 4 015                     | 15,35                     |                          |                          |
|                                                                            | Véronique Danet-Dupuis La France insoumise                              | 3 091                     | 11,81                     |                          |                          |
|                                                                            | Abdelaziz Hamida Divers gauche                                          | 1 507                     | 5,76                      |                          |                          |
|                                                                            | Luc Broussy Parti socialiste                                            | 1 404                     | 5,37                      |                          |                          |
|                                                                            | Dominique Dufumier Europe Écologie Les Verts                            | 819                       | 3,13                      |                          |                          |
|                                                                            | Thierry Chiabodo Parti communiste français                              | 809                       | 3,09                      |                          |                          |
|                                                                            | Adeline Roldao-Martins Union des démocrates et indépendants             | 759                       | 2,90                      |                          |                          |
|                                                                            | Denis Vigouroux Debout la France                                        | 680                       | 2,60                      |                          |                          |
|                                                                            | Sophie Rueg Divers (Parti animaliste)                                   | 342                       | 1,31                      |                          |                          |
|                                                                            | Danièle Hanryon Lutte ouvrière                                          | 231                       | 0,88                      |                          |                          |
|                                                                            | Marie Cléro Divers (Union populaire républicaine)                       | 205                       | 0,78                      |                          |                          |
|                                                                            | Karim Ouchikh Extrême droite (Souveraineté, identité et libertés)       | 177                       | 0,68                      |                          |                          |
|                                                                            | Luc-Éric Krief Divers droite (577-Les Indépendants)                     | 124                       | 0,47                      |                          |                          |
|                                                                            | Yann Hervet Divers gauche                                               | 108                       | 0,41                      |                          |                          |
|                                                                            | Mohamed Najib Extrême gauche (La France insoumise diss.)                | 87                        | 0,33                      |                          |                          |
|                                                                            | Phi Son Nguyen Divers                                                   | 56                        | 0,21                      |                          |                          |
|                                                                            | Gérald Todaro Divers                                                    | 41                        | 0,16                      |                          |                          |
| Source : Ministère de l'Intérieur - Neuvième circonscription du Val-d'Oise |                                                                         |                           |                           |                          |                          |

### Élections de 2022
Les élections législatives françaises de 2022 se déroulent les dimanches 12 et 19 juin 2022.
|                                                    |                                                               |                           |                           |                          |                          |
|                                                    |                                                               | Premier tour 12 juin 2022 | Premier tour 12 juin 2022 | Second tour 19 juin 2022 | Second tour 19 juin 2022 |
|                                                    |                                                               |                           |                           |                          |                          |
|                                                    |                                                               | Nombre                    | % des inscrits            | Nombre                   | % des inscrits           |
| Inscrits                                           | Inscrits                                                      | 70 489                    | 100                       | 70 504                   | 100                      |
| Abstentions                                        | Abstentions                                                   | 43 801                    | 62,14                     | 44 023                   | 62,44                    |
| Votants                                            | Votants                                                       | 26 688                    | 37,86                     | 26 481                   | 37,56                    |
|                                                    |                                                               |                           | % des votants             |                          | % des votants            |
| Bulletins blancs                                   | Bulletins blancs                                              | 453                       | 1,70                      | 2 034                    | 7,68                     |
| Bulletins nuls                                     | Bulletins nuls                                                | 202                       | 0,76                      | 638                      | 2,41                     |
| Suffrages exprimés                                 | Suffrages exprimés                                            | 26 033                    | 97,55                     | 23 809                   | 89,91                    |
|                                                    |                                                               |                           |                           |                          |                          |
| Candidat Étiquette politique (partis et alliances) | Candidat Étiquette politique (partis et alliances)            | Voix                      | % des exprimés            | Voix                     | % des exprimés           |
|                                                    |                                                               |                           |                           |                          |                          |
|                                                    | Arnaud Le Gall Nouvelle Union populaire écologique et sociale | 7 583                     | 29,13                     | 13 432                   | 56,42                    |
|                                                    | Jean-Baptiste Marly Rassemblement national                    | 5 309                     | 20,39                     | 10 377                   | 43,58                    |
|                                                    | Živka Park* Ensemble                                          | 5 219                     | 20,05                     |                          |                          |
|                                                    | Anthony Arciero Les Républicains                              | 3 335                     | 12,81                     |                          |                          |
|                                                    | Sylvain Saragosa Reconquête                                   | 1 300                     | 4,99                      |                          |                          |
|                                                    | Jean-Marc Lussot Divers gauche                                | 1 071                     | 4,11                      |                          |                          |
|                                                    | Sympson Ndala Parti radical de gauche                         | 538                       | 2,07                      |                          |                          |
|                                                    | Mohammed Hakkou Divers gauche                                 | 450                       | 1,73                      |                          |                          |
|                                                    | Youcef Itim Parti animaliste                                  | 391                       | 1,50                      |                          |                          |
|                                                    | Abdelsalem Hitache Mouvement démocrate diss.                  | 343                       | 1,32                      |                          |                          |
|                                                    | Danièle Hanryon Lutte ouvrière                                | 258                       | 0,99                      |                          |                          |
|                                                    | Miloud Slamani Union des démocrates musulmans français        | 234                       | 0,90                      |                          |                          |
|                                                    | Nathan Jaouadi Parti pirate                                   | 2                         | 0,01                      |                          |                          |
| * Députée sortante                                 |                                                               |                           |                           |                          |                          |

### Élections de 2024
Député sortant : Arnaud Le Gall (La France insoumise).
| Candidat                 | Candidat                 | Parti et coalition       | Nuance                   | Premier tour | Premier tour | Second tour | Second tour |
| Candidat                 | Candidat                 | Parti et coalition       | Nuance                   | Voix         | %            | Voix        | %           |
| ------------------------ | ------------------------ | ------------------------ | ------------------------ | ------------ | ------------ | ----------- | ----------- |
|                          | Arnaud Le Gall           | LFI (NFP)                | UG                       | 17 157       | 40,73        | 23 918      | 60,27       |
|                          | Agnès Marion             | RN                       | RN                       | 12 872       | 30,56        | 15 764      | 39,73       |
|                          | Elisa Demir              | RE (ENS)                 | ENS                      | 6 149        | 14,60        |             |             |
|                          | Anthony Arciero          | LR (UDC)                 | LR                       | 4 789        | 11,37        |             |             |
|                          | Danièle Hanryon          | LO                       | EXG                      | 621          | 1,47         |             |             |
|                          | David Said               | REC                      | REC                      | 381          | 0,90         |             |             |
|                          | Nsimba Wassa             | SE                       | DIV                      | 157          | 0,37         |             |             |
|                          | Vanessa Ronchini         | NPA-R                    | EXG                      | 0            | 0,00         |             |             |
|                          | Mohamed Najib            | SE                       | DIV                      | 0            | 0,00         |             |             |
|                          |                          |                          |                          |              |              |             |             |
| Suffrages exprimés       | Suffrages exprimés       | Suffrages exprimés       | Suffrages exprimés       | 42 126       | 97,59        | 39 682      | 92,32       |
| Votes blancs             | Votes blancs             | Votes blancs             | Votes blancs             | 711          | 1,65         | 2 560       | 5,96        |
| Votes nuls               | Votes nuls               | Votes nuls               | Votes nuls               | 331          | 0,77         | 740         | 1,72        |
| Total                    | Total                    | Total                    | Total                    | 43 168       | 100          | 42 982      | 100         |
| Abstention               | Abstention               | Abstention               | Abstention               | 28 446       | 39,72        | 28 662      | 40,01       |
| Inscrits / participation | Inscrits / participation | Inscrits / participation | Inscrits / participation | 71 614       | 60,28        | 71 644      | 59,99       |